# Carex atlasica
Espèce
Classification phylogénétique
Carex atlasica est une espèce de plantes du genre Carex et de la famille des Cyperaceae.